# Antoine Léandre Sardou
Pour les articles homonymes, voir Sardou.
 (janvier 2019).
Si vous disposez d'ouvrages ou d'articles de référence ou si vous connaissez des sites web de qualité traitant du thème abordé ici, merci de compléter l'article en donnant les références utiles à sa vérifiabilité et en les liant à la section « Notes et références ».
Antoine Léandre Sardou est un érudit, pédagogue et lexicographe français né au Cannet le 19 janvier 1803 et mort à Cannes le 14 octobre 1894.

## Biographie
Antoine Léandre Sardou est issu d'une famille provençale qui possédait une oliveraie au Cannet, près de Cannes. Lors d'un hiver particulièrement rigoureux, le gel tua tous les oliviers et ruina la famille. 
Il s'installa alors à Paris où il fut successivement comptable, professeur de comptabilité, directeur d'école et précepteur, tout en publiant des manuels de grammaire, des dictionnaires et des traités sur divers sujets. 
S'il n'acquit jamais l'aisance, il put gagner suffisamment d'argent pour retourner vivre dans le Midi et consacrer ses dernières années à l'étude du dialecte niçois ainsi qu'à des études d'histoire locale.
En 1881, il est élu majoral du Félibrige.
Il épouse Eveline Viard en 1830 à Troyes. Il est le père de 6 enfants dont l'auteur dramatique Victorien Sardou et le grand-père de l'architecte Pierre Sardou.

## Œuvres
- Éléments de la grammaire française, par Lhomond, revus, corrigés, augmentés (1836)
- Premiers exercices français sur la grammaire de Lhomond (1836)
- Leçons de grammaire française et exercices de style (1837)
- Abrégé de géographie commerciale et industrielle suivi d'un tableau des monnaies, poids et mesures de tous les pays (1840)
- Petit cours de grammaire française (1840)
- Exercices sur les leçons du Petit cours de grammaire française (1840)
- Corrigé des Exercices sur les leçons du Petit cours de grammaire française (1840)
- Premières connaissances, ou Simples notions sur les phénomènes les plus intéressants de la nature et les plus curieux dans les sciences, les arts et l'industrie, en collaboration (1840)
- Premières notions de grammaire française (1840)
- Cours complet d'opérations commerciales et de tenue de livres (1841)
- Leçons et exercices sur les poids et mesures métriques précédés d'une instruction sur le calcul des décimales (1842)
- Traité de la conjugaison des verbes (1843)
- Petit dictionnaire raisonné des difficultés et exceptions de la langue française, avec Théodore Soulice (1843)
- Cours d'études préparatoires à l'examen du baccalauréat ès-lettres. Mathématiques, physique et chimie (1846)
- Réponses aux questions de géographie du programme d'examen pour l'école militaire de Saint-Cyr suivies d'une instruction pour dessiner de mémoire le contour des cartes (1848)
- Nouveau dictionnaire abrégé de la langue française (1851)
- Instruction sur l'usage du globe terrestre et du globe céleste (1853)
- Conseils pour faire la version, et règles principales de la grammaire française (1853)
- Études et exercices sur les synonymes français (1856)
- Cours élémentaire de géographie (1857)
- Mémoire sur quelques points de géographie ancienne (1858)
- Petit dictionnaire historique, mythologique et géographique, ou Dictionnaire des noms propres les plus usités dans l'histoire, la mythologie et la géographie (1858)
- Lexicologie française, ou Traité méthodique du sens précis des mots (théorie et application) (1862)
- Notice historique sur Cannes et les îles de Lérins, suivie d'une dissertation sur l'Homme au masque de fer (1867)
- Dictionnaire français des écoles primaires (1868)
- Œuvres de Rabelais, précédées de sa biographie et d'une dissertation sur la prononciation du français au XVIe siècle, et accompagnées de notes explicatives (1874-1875)
- Le Martyre de sainte Agnès, mystère en vieille langue provençale, texte accompagné d'une traduction littéraire en regard et de nombreuses notes (1877)
- L'Idiome niçois, ses origines, son passé, son état présent (1878)
- Deux vieilles tours au Cannet, près Cannes. Mémoire lu à l'une des séances de la Société des lettres, sciences et arts des Alpes-Maritimes (1879)
- Exposé d'un système rationnel d'orthographe niçoise (1881)
- Les Grimaldi de Beuil. Histoire d'une puissante maison féodale de l'ancien comté de Nice (1315-1621) (1881)
- La danse macabre du Bar: tableau du 15me siècle peint sur Bois et accompagné d'une inscription en vers provençaux de la même époque (1883)
- Petites erreurs et petites ignorances, répertoire à l'usage de ceux qui ne savent pas, qui savent mal ou qui croient savoir (1890)
- Arluc, ou Saint-Cassien, près de Cannes (1892)
- Voix de la raison et de l'expérience. Choix de pensées, maximes, sentences et conseils, fait par un nonagénaire (1893)